# Papa (pel·lícula)
Papa és una pel·lícula francesa de Maurice Barthélemy estrenada l'any 2005. Ha estat doblada al català.

## Argument
Un pare va a la Provença en cotxe amb el seu fill, Louis. Aquest viatge, marcat per un record dolorós, els acosta molt fortament. Papà va ser un mestre de les pallassades, la qual cosa no significa que faci gràcia a Louis. De vegades papà es torna com boig, tenint-se-les amb gent que no té culpa de res. Això tampoc li fa gràcia a Louis. Però papà és dolç. Sap com animar a Louis quan està molt molt trist. Papà no ha estat molt meticulós últimament. Ni tan sols s'afaita. I té malsons. Louis es pot posar a plorar per alguna cosa tan simple com que una noia no accepti un regal. Quin problema tenen Louis i el seu papà?

## Repartiment
- Alain Chabat: Papà
- Martin Combes: Louis
- Yaël Abecassis: Léa
- Judith Godrèche: Mama
- Anne Benoît: Tata Martine
- Michel Scourneau: Tonton Yves
- Pierre Richards: el mecànic
- Valérie Moreau: la caixera
- Bernard Gourdon: doble d'Alain Chabat
- Florence Muller: la recepcionista de l'hotel
- Marie Denarnaud: la cambrera vestida d'alsaciana
- Carla Okros: la petita Louise
- Alain Dzukam Simo: el caixer
- Jenny Bellay: la senyora de la gasolinera
- Patrick Bordier: el senyor del peatge
- Jean-Claude Baudracco: el recepcionista de l'hotel